# لا کراس (جورجیا)
لا کراس (به انگلیسی: La Crosse) یک منطقهٔ مسکونی در ایالات متحده آمریکا است که در Schley County واقع شده‌است. لا کراس ۱۵۹٫۱۱ متر بالاتر از سطح دریا واقع شده‌است.